# 三號突擊砲
三號突擊砲（德語：Sturmgeschütz III）為德國在第二次世界大戰中生產量最多的裝甲戰鬥車輛。它以三號戰車的底盤作為基礎而製造。德國最初打算以之作為步兵支援的機動裝甲輕型火砲。經過不斷的改良，它在1942年具備反戰車功能並逐漸被視為主要用途。直至戰爭完結，德國一共生產了10,500輛三號突擊砲。

## 發展
三號突擊砲的發源是來自當時的德國的曼施坦因上校。當時他向陸軍部提交了最初的草擬計劃書，說明德國的步兵師必須要有一款具備自行能力與裝甲防護的火砲系統作為步兵的直接火力支援─這基本上可視作德國傳統步兵戰術中以輕型、中口徑火砲伴隨作戰方式的改良方案。在1936年6月15日，德國的戴姆勒-賓士公司收到德國政府的命令，發展一款可以攜帶75毫米火砲的裝甲步兵支援車輛。
戴姆勒-賓士採用了三號戰車的底盤和運行組件來裝配這款新型車輛，而試驗型車輛的生產則交由阿尔凯特公司負責。這些試驗型車輛以其輕型的鋼材結構，以及克虜伯公司製作的75毫米短砲管火砲為特色。計劃作為滿足反步兵及近距支援戰鬥的角色，早期的三號突擊砲因此安裝了一門75毫米低速砲或75毫米反戰車砲作主力武器，而後期的型號更加在車身上安裝了7.92毫米MG34機槍。

## 戰績
依照原始設計，早期的三號突擊砲被配署於步兵師或機械化步兵師協助步兵作戰，並在法國戰役、巴爾幹戰役、1941年的侵俄之役與隨後的冬季防御戰中獲得前線士兵的好評。而在這個時期，三號突擊砲的反戰車潛力已在少數戰例中顯露出來，其中最為著名的例子之一發生在1941年9月，日後聞名於世的虎式戰車王牌車長米歇爾·魏特曼，在一次支援任務中利用三號突擊砲低矮的車身對一隊俄軍T-26戰車進行了長達半小時的襲擊，在自身毫髮未傷的情況下摧毀了其中的6~7輛。同樣地，義大利砲兵上校塞基羅·布雷斯（Sergio Berlese）建議義大利軍應裝備一種類似三號突擊砲的裝甲戰鬥車輛；當時三號突擊砲在法國戰役中相當成功，間接導致75/18式自走砲的誕生。

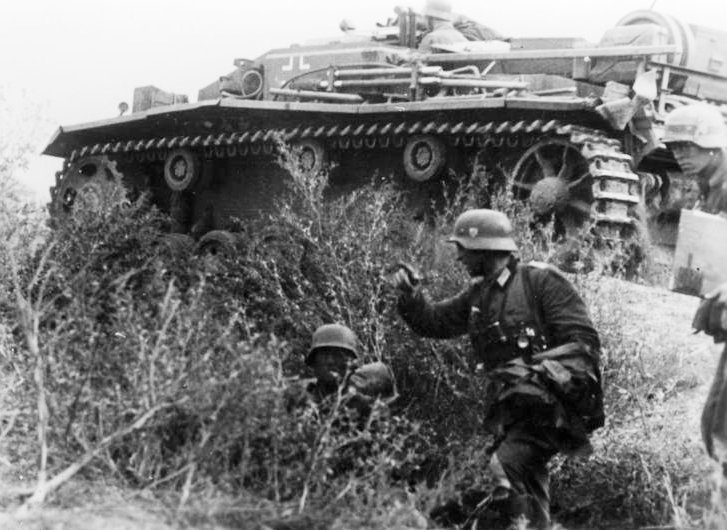
史達林格勒戰役中，德軍步兵及一輛支援的3號突擊砲正攻進市中心地區

在裝備了長倍徑的反戰車砲後，三號突擊砲更成為前線倚重的全能性火力載臺（主要仍著重在反裝甲能力上），史達林格勒戰役中的某個戰例即可證明其優異的表現：軍士長庫特·普弗瑞德納指揮的三號突擊砲F型，就曾經在20分鐘內擊毀9輛蘇聯戰車。因此，他在1942年9月18日被頒授騎士鐵十字勳章，以表揚他這次的行動。
而在1943年1月的1日至4日間，下級軍官霍斯特·紐曼在德米揚斯克地區與蘇軍交戰，並擊破蘇聯12輛戰車。統帥部頒了一個騎士鐵十字勳章，以褒獎他打擊蘇軍27輛戰車的戰績。最著名的是武裝親衛隊二級突擊隊大隊隊長華爾瑟·克納布的戰績。他所率領的武裝親衛隊第二「帝國」裝甲師旗下的第二突擊砲營，就曾經在1943年7月5日至1944年1月17日之間擊燬蘇軍129輛戰車。並且僅僅損失兩輛突擊砲，並因此獲頒勳章。

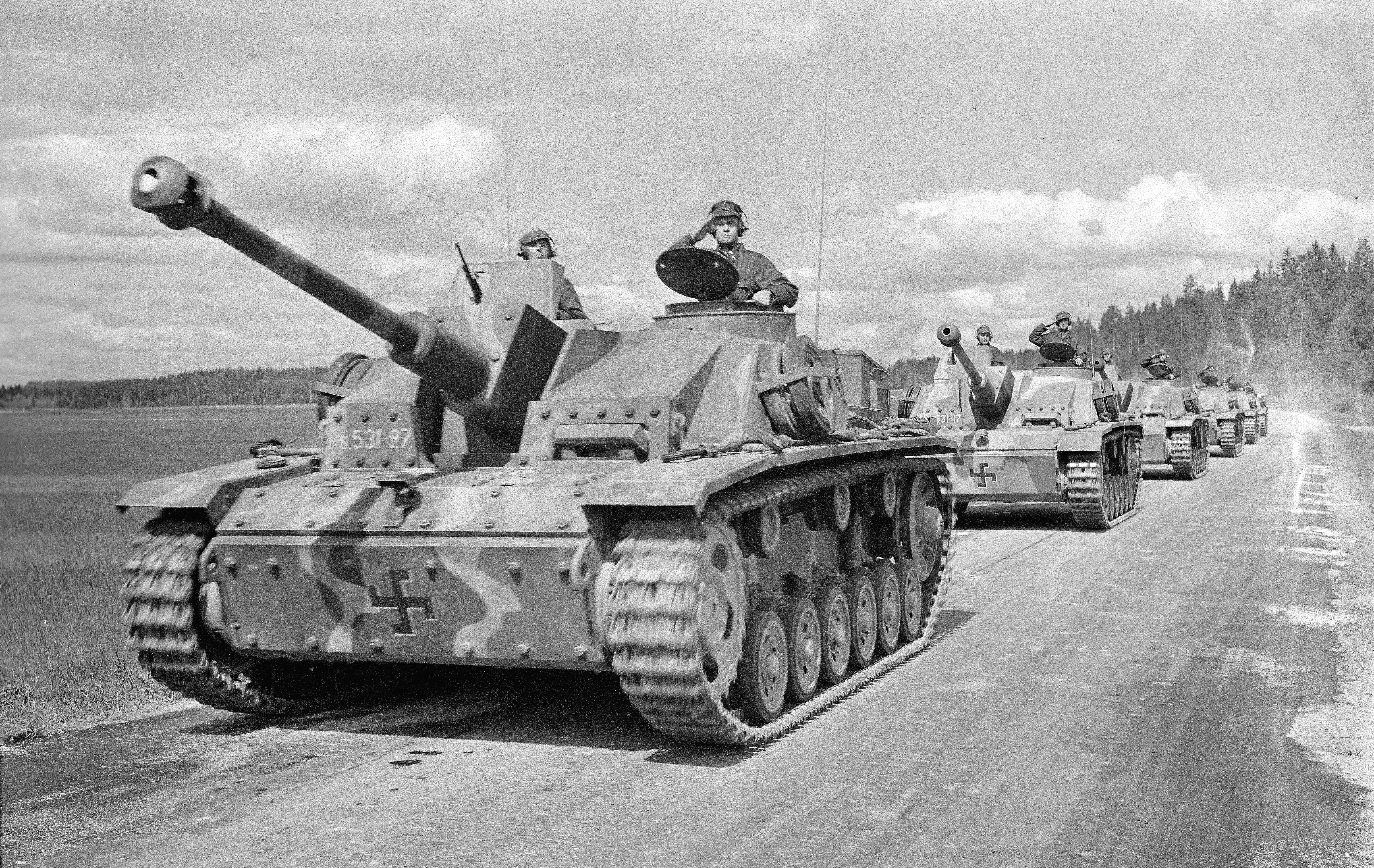
继续战争: 芬蘭軍隊之三號突擊砲G型（StuG III Ausf. G）

芬蘭陸軍在1944年從德國接收了59輛三號突擊砲，並用於對抗蘇聯紅軍。這些突擊砲至少擊毀了87輛蘇聯戰車，相對的損失則僅有8輛。即使在戰後，芬蘭陸軍亦繼續以三號突擊砲為主力戰車至60年代初。蘇聯則把部份擄獲的三號突擊砲轉交敍利亞，後者更在第三次中东战争中投入這些突擊砲。
由於戰車的數量始終不足，德軍在戰爭後期開始大量生產突擊砲與驅逐戰車作為戰車的替代品，由於設計上的根本差異（不具備可旋轉砲塔）、德軍素質的下降及其他因素，三號突擊砲在執行攻擊任務時表現並不非常理想（美軍於分析德軍1944底－1945年初在突出部之役之表現時即指出，德軍突擊砲的無砲塔設計，導致在進攻作戰中在對抗側翼火力時受到許多限制），然而總體而言，三號突擊砲仍然極為成功。在整場戰爭間，它一共擊毀了超過21000輛敵方戰車。（光是1944年德軍的突擊砲部隊就宣稱擊毀盟軍戰車20,000輛，其中絕大多數應為三號突擊砲的戰功。此外，以獨立667突擊砲營為例，自1942年8月到1943年11月，就累計擊毀了1,000輛戰車）

## 型號
|               |                |                                                                       |          |
| 型號          | 製造年份       | 簡介                                                                  | 生產數目 |
|               |                |                                                                       |          |
| 三號突擊砲A型 | 1940年         | 三號突擊砲最早的型號，曾經參與對法國的戰爭                            | 30輛     |
| 三號突擊砲    | 1940年－1941年 | 加寬履帶，並作少部份改良                                              | 320輛    |
| 三號突擊砲    | 1941年         | 從B型中改良了少部份的性能                                             | 50輛     |
| 三號突擊砲    | 1941年         | 從C型中改良了少部份的性能                                             | 150輛    |
| 三號突擊砲    | 1941年－1942年 | 裝配一支MG34機槍                                                      | 272輛    |
| 三號突擊砲    | 1941年－1942年 | 裝上75毫米火砲，並在一部份F型中加入側面裝甲的裙邊。                   | 359輛    |
| 三號突擊砲    | 1942年         | 裝配75毫米火砲                                                        | 334輛    |
| 三號突擊砲    | 1942年－1945年 | 三號突擊砲最終型號，採用了三號戰車M型的車身，並在1944年後配上兩支機槍 | 7,893輛  |

## 技术数据

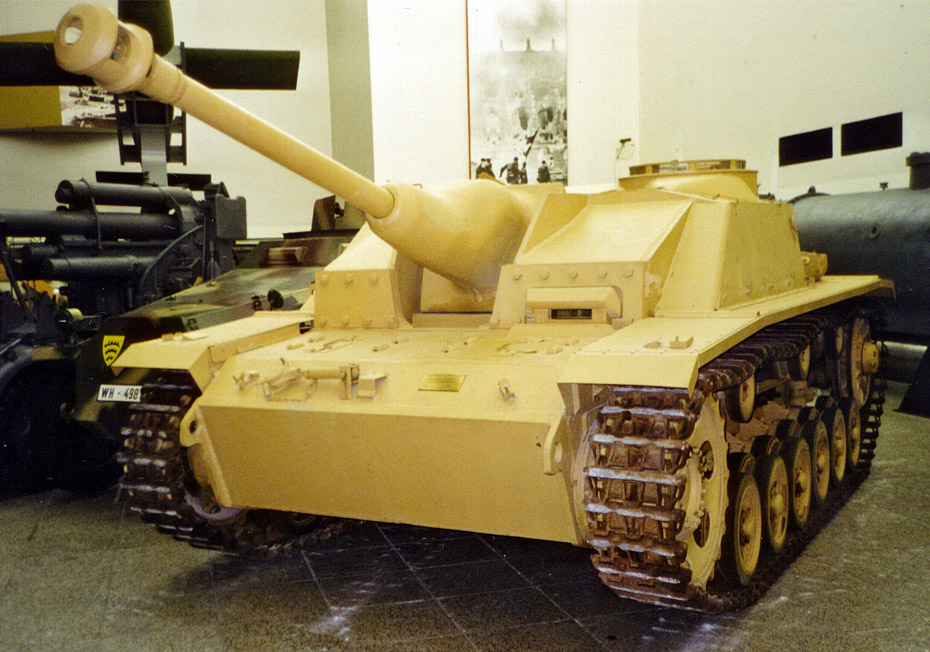
在德累斯顿联邦德国军事历史博物馆中的一辆三号突击砲

| 三号突击砲的技术数据 |                    |                        |
|                      | 三号突击砲A型      | 三号突击砲G型          |
| 0基本技术数据        |                    |                        |
|                      |                    |                        |
| 重量                 | 19.6吨             | 23.9吨                 |
| 长度                 | 5.38米             | 6.77米                 |
| 宽度                 | 2.92米             | 2.95米                 |
| 高度                 | 1.95米             | 2.16米                 |
| 0武装                |                    |                        |
| 主要武器             | 75毫米StuK 37 L/24 | 75毫米StuK 40 L/48     |
| 辅助武器             |                    | 1 × MG34机枪           |
| 备弹                 | 主砲: 44发         | 主砲: 54发 机枪: 600发 |
| 砲管口径长度比       | 24倍               | 48倍                   |
| 装甲                 |                    |                        |
| 正面                 | 50 毫米            | 80 毫米                |
| 侧面                 | 30 毫米            | 30 毫米                |
| 背部                 | 30 毫米            | 50 毫米                |
| 顶部                 | 19 毫米            | 19 毫米                |
| 机动性能             |                    |                        |
| 发动机(梅巴赫)       | HL 120 TRM         | HL 120 TRM             |
| 功率                 | 300马力            | 300马力                |
| 发动机容量           | 11.87 升           | 11.87 升               |
| 功率重量比           | 15.3马力/吨        | 12.5马力/吨            |
| 最大速度             | 40 公里/小时       | 40 公里/小时           |
| 最大行程             | 160 公里           | 155 公里               |
| 乘员                 | 4人                | 4人                    |